# ID (compilation)
Pour les articles homonymes, voir ID.
Albums de Nanase Aikawa
Crimson
(1998) Foxtrot
(2000)
Compilations par Nanase Aikawa
ID：2
(2003)
Singles
ID est la 1re compilation de Nanase Aikawa, sorti sous le label Avex Trax le 19 mai 1999 au Japon. Il atteint la 1re place du classement de l'Oricon et reste classé pendant 14 semaines pour un total de 1 130 300 exemplaires vendus.

## Liste des titres
| 1.  | Yumemiru Shōjō Ja Irarenai (夢見る少女じゃいられない) |  |
| 2.  | Bye Bye. (バイバイ。)                                 |  |
| 3.  | Like a Hard Rain                                      |  |
| 4.  | Break Out!                                            |  |
| 5.  | Imademo.... (今でも…。)                               |  |
| 6.  | Koigokoro (恋心)                                      |  |
| 7.  | Troublemaker (トラブルメーカー)                       |  |
| 8.  | Sweet Emotion                                         |  |
| 9.  | Konna ni Aishitemo (こんなに愛しても)                 |  |
| 10. | Tori ni Naretara (鳥になれたら)                       |  |
| 11. | ＯＯＯＯ？                                            |  |
| 12. | Bad Girls                                             |  |
| 13. | Kanojo to Watashi no Jijō (彼女と私の事情)            |  |
| 14. | Nostalgia                                             |  |
| 15. | Lovin' you                                            |  |
| 16. | Koigokoro (Acoustic Version) (恋心)                   |  |
| 17. | Cosmic Love (Acoustic Version)                        |  |